# Château de Rheinstein

## Présentation
Le château de Rheinstein est un château du XIVe siècle, situé dans la commune allemande de Trechtingshausen, dans le Land de Rhénanie-Palatinat.

## Historique
Il était important pour son emplacement stratégique. À partir de 1344, le château fut en déclin. À l'époque de la guerre de succession palatine, le château était très délabré. Au cours de la période romantique du XIXe siècle, le prince Frédéric de Prusse (1794-1863) a acheté le château et l'a restauré dans le style historicisant à la mode.
Du XIVe siècle au XVIIe siècle, le château fut la propriété des archevêques de Mayence, et des seigneurs qui leur étaient inféodés.
Le 31 mars 1823, le prince Frédéric de Prusse devient propriétaire des ruines du château.
De 1825 à 1829, la reconstruction est engagée sous la direction de l'architecte Claude Lassaulx.
1842, La résidence favorite du prince Frédéric voit défiler beaucoup de têtes couronnées de l'époque qui y sont invitées, notamment la reine Victoria du Royaume-Uni, l'impératrice Alexandra Feodorovna de Russie et bien d'autres.
Frédéric et sa femme, Wilhelmine-Louise d'Anhalt-Bernbourg, sont enterrés ensemble dans la crypte de la chapelle du château.
1863, Après la mort du prince son fils, le prince Georges de Prusse en hérite.
1902, Le prince Henri de Prusse, frère de l'empereur allemand Guillaume II d'Allemagne, hérite du château.
1953, La dernière propriétaire issue de la noblesse allemande est Barbara de Hesse et du Rhin, la duchesse de Mecklembourg.
1975, Le château est en possession de la famille Hecher.

## Représentations
Désiré Monnier (1788-1867), folkloriste et érudit franc-comtois, a réalisé un dessin du château de Rheinstein lors de son voyage en région d'Alsace et au bord du Rhin en 1842. Ce dessin illustre l'album VII des onze albums du folkloriste conservés à la Bibliothèque municipale de Besançon.                                                                

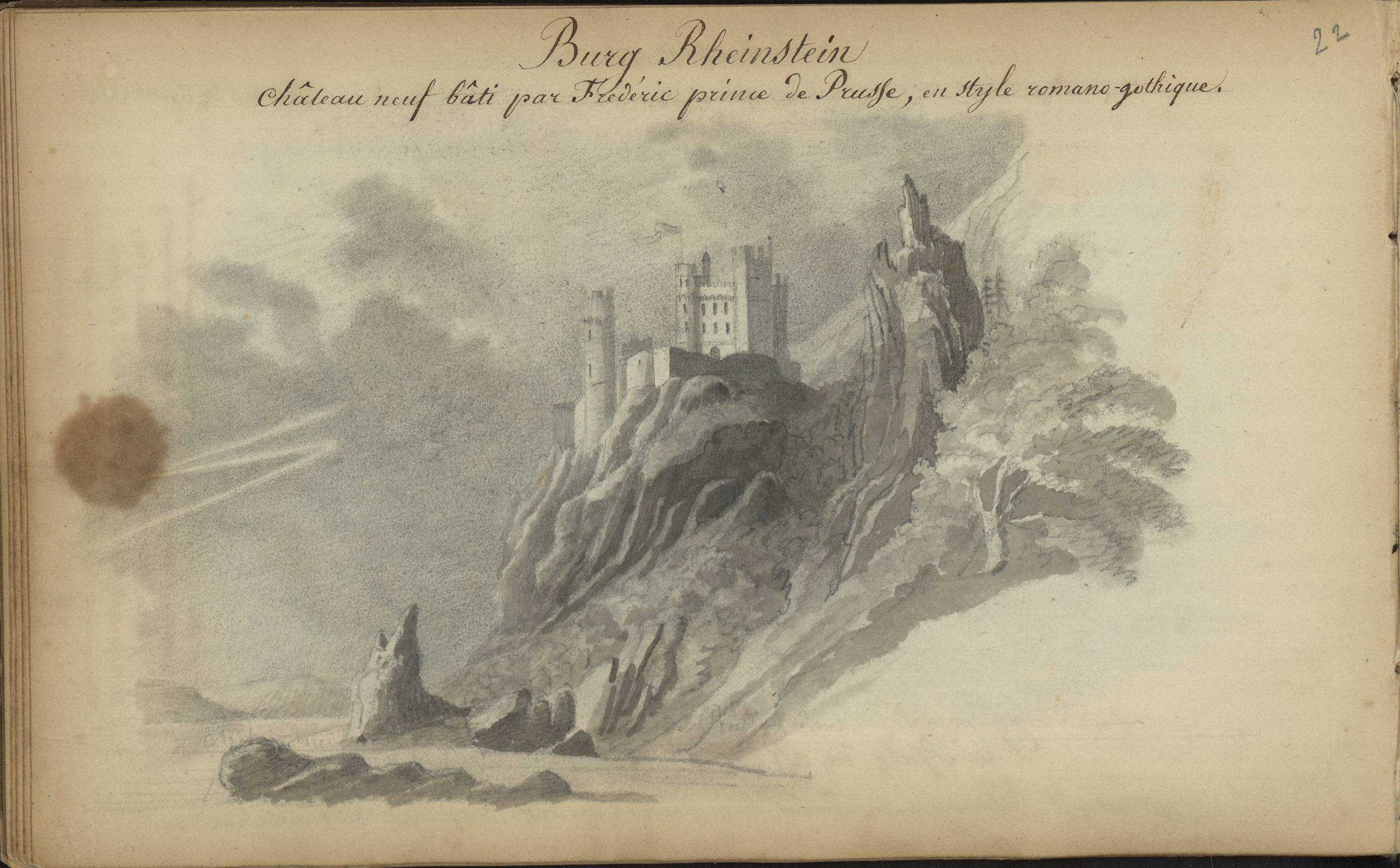
Désiré Monnier, Château de Rheinstein, 1842, Bibliothèque municipale de Besançon, cote 346636, folio 26.

## Source
- (en) Cet article est partiellement ou en totalité issu de l’article de Wikipédia en anglais intitulé « Burg Rheinstein » (voir la liste des auteurs).